# Disturbed
Disturbed je americká metalová hudební skupina původem z Chicaga. Kapela měla dříve jiného zpěváka a dokonce i jiné jméno, ale po příchodu Davida Draimana (1996) se přejmenovala na Disturbed. Nynější sestavu tvoří David Draiman (zpěvák), Dan Donegan (kytarista), John Moyer (baskytarista) a Mike Wengren (bubeník).
Disturbed vydali již šest studiových alb (The Sickness, Believe, Ten Thousand Fists, Indestructible, Asylum a Immortalized), přičemž kromě debutového CD se všechny ostatní dostaly na vrchol americké hitparády Billboard 200. V současnosti jedná se o jednu z nejúspěšnějších metalových skupin, která prodala více než 10 milionů desek po celém světě.

## Historie

### Vznik skupiny aThe Sickness(1994–2000)
Před připojením Davida Draimana ke skupině byli Disturbed známí jako Brawl a místo zpěváka patřilo Erichu Awaltovi, který ovšem opustil kapelu brzy po nahrání prvního dema. Zbývající členové se snažili najít náhradu za Ericha a tak si podali inzerát do místních novin (Chicago). Nakonec na tuto zprávu odpověděl Draiman a po mnoha schůzkách byl přijat do skupiny. Jako oslavu tohoto momentu se (v roce 1996) kapela přejmenovala na Disturbed.
Disturbed brzy začali nahrávat dema a pořádali živá vystoupení, přičemž se pokoušeli nalézt vhodného hudebního vydavatele. Na jejich výzvy odpovědělo Giant Records a ihned započalo nahrávání prvního studiového alba. CD vyšlo v roce 2000 s název The Sickness a odstartovalo úspěch skupiny. The Sickness zaujala 29. místo v Billboard 200 a ve Spojených státech se prodalo již více než čtyři miliony (4xplatinová) kusů této desky. Na The Sickness lze slyšet v té době populární nu metal, ovšem pojatý trochu jiným stylem, než je obvyklé. Nejlépe si v hitparádch vedl singl „Down with the Sickness", který byl certifikován jako platinový. Těsně před účastí na evropském turné pořádaném Marilynem Mansonem se zranil basák Steve Kmak a nebyl schopen absolvovat šňůru koncertů. Steve byl nahrazen Marty O'Brienem, ale brzy se plně zdráv připojil zpátky ke kapele.

### Believe(2001–2003)
V únoru 2001 skupina oznámila, že vytvořila cover verzi písně „Midlife Crisis" od Faith No More (deska Angel Dust), avšak tato coververze nebyla nikdy použita. 4. června 2002 vydali Disturbed dokumentární DVD nazvané M.O.L. (Meaning Of Life), které zaznamenalo největší osobní momenty kapely odehrávající se ve studiu či na koncertech. M.O.L. také obsahuje music videa a mnohá živá vystoupení. 17. listopadu 2002 se do prodeje dostalo druhé studiové album od skupiny pojmenované Believe, umisťující se na prvním místě v Billboard 200. Na Believe již není zastoupen nu metal, spíše alternative metal a hard rock, i tak je CD ve Spojených státech 2x platinové. „Prayer" byl první singl pocházející z Believe umisťující se v Billboard Hot 100 na 58. příčce. Music video pro „Prayer" je ovšem terčem kritiky a z mnoha televizních pořadů je staženo, kvůli podobnosti s teroristickými útoky 11. září.
V roce 2003 Disturbed znovu vystupovalo na Ozzfestu a připravovali svůj vlastní cyklus koncertů s názvem Music as a Weapon II. Skupiny Chevelle, Taproot a Unloco koncertovali rovněž na tomto festivalu. Během Music as a Weapon II. zahráli Disturbed nerealizovaný song „Dehumanized". Po skončení této sňůry koncertů byl z kapely vyhozen basák Steve Kmak, údajně kvůli osobním rozdílům. Disturbed našli nového basáka v Johnym Moyerovi, který je nynější basák skupiny. Dále Disturbed hráli živě v House of Blues a představili dva nové songy, „Hell" a „Monster", oba zaujaly místo jako bonusové písně v následující desce Ten Thousand Fists.

### Ten Thousand Fists(2004–2006)

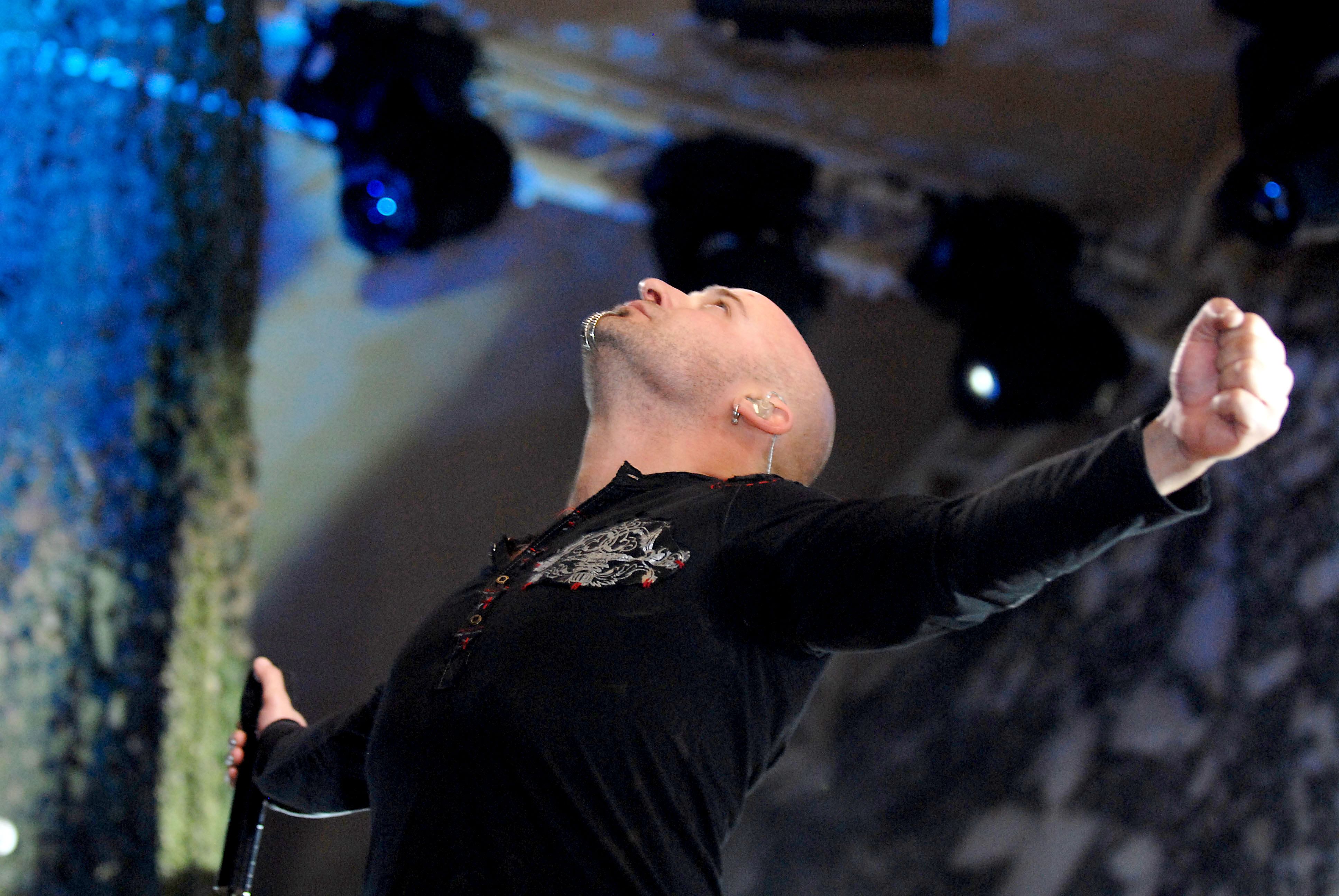
Zpěvák David Draiman

Ten Thousand Fists je název třetího studiové alba od kapely, vydaného 20. září 2005. Deska se umístila opět na prvním místě v Billboard 200, přičemž se jí prodalo 238 000 kusů za jediný týden. CD bylo 5. ledna 2006 certifikováno ve Spojených státech jako platinové (1000 000+). Na nahrávce je zastoupen alternative metal a hard rock (stejně jako na Believe), ale značně se zde prosazuje i heavy metal. Deska je rovněž známá jako nejvíce politické album od skupiny (TTF do značné míry rozebírá politické problémy).
Aby Ten Thousand Fists dostali do povědomí publika, vyrazili Disturbed na mnoho koncertů v doprovodu 10 Years a Ill Niño. Navíc vystupovali na Ozzfestu 2006, společně s Ozzy Osbournem, System of a Down, Lacuna Coil, DragonForce, Avenged Sevenfold a Hatebreed.
V jednom z interviewů zpěvák David Draiman oznámil, že pro album bylo nahráno dvacet písní, ovšem pouze čtrnáct jich je ve finálním track listu. Mezi zbývající songy se řadí například „Hell", která je obsažena v singlu „Stricken", nebo „Monster", iTunes bonus pro Ten Thousand Fists, později také v Ten Thousand Fists Tour Edition atd.
V roce 2006 bylo evropské turné několikrát odloženo, protože Draiman měl velké potíže se svým hlasem, což nakonec vedlo až k operaci. Ta byla úspěšná a zpěvák se vrátil na pódia, ale musel na turnéch omezovat pití.
Na konci roku 2006 odstartovali Disturbed svoje vlastní turné Music as a Weapon III. Tentokrát sdíleli pódia s Flyleaf, Stone Sour, a Nonpoint. První etapu dokončila kapela ještě v roce 2006. Brzy poté, Draiman informoval, že skupina se nezúčastní druhé etapy Music as a Weapon III a započali nahrávání nového studiového CD.

### Indestructible(2007–2009)

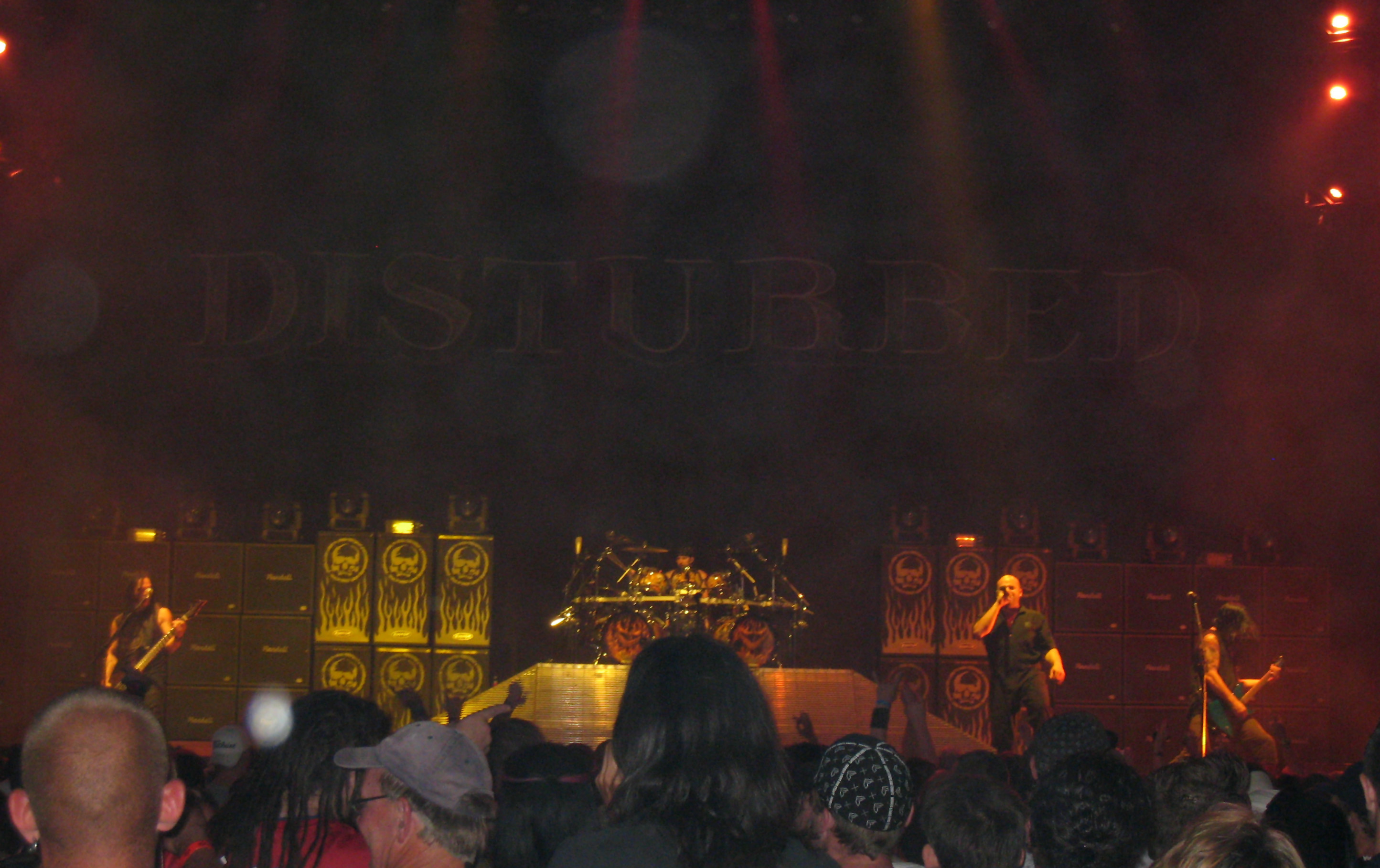
Disturbed při vystoupení v roce 2008, Dallas

V červenci 2007 realizovali Disturbed novou píseň „This Moment", která byla použita v soundtracku k filmu Transformers. Své čtvrté studiové album Indestructible nahráli v Los Angeles ke konci samého roku. Draiman podotkl, že skupina nahrála patnáct písní, na desce jich ale bude pouze dvanáct.
3. června 2008 spatřilo světlo světa již zmíněné album Indestructible. Deska je v pořadí třetí nahrávka od kapely, umisťující se na prvním místě v Billboard 200, přičemž v otevíracím týdnu se prodalo 253 000 kusů Indestructible. CD obsahuje dvě písně, „Perfect Insanity" a „Divide", které byly určeny pro první album The Sickness. Album se stejně jako předešlá deska stává v USA platinové. Hudebně se CD podobá Ten Thousand Fists, ovšem heavy metal je zde ještě více patrný a nahrávka je plná temných, pesimistických písní. První singl z Indestructible nazvaný „Inside the Fire" obdržel nominaci Grammy.
Disturbed v dubnu 2008 započali koncertování po celých Spojených státech se skupinami Five Finger Death Punch a Art of Dying. Poté se odebrali do Austrálie a navštívili významný Mayhem Festival, kde potkali např. Slipknot, DragonForce, Mastodon atd. 30. září vydali Disturbed iTunes exclusive živé album Live & Indestructible a ke konci roku podnikli evropské turné.
V březnu 2009 kapela uskutečnila další Music as a Weapon (již čtvrté), končící v květnu. Festival hostil skupiny jako Lacuna Coil a Killswitch Engage. Disturbed konečně uveřejnili cover verzi songu „Midlife Crisis" od Faith No More, která se měla nacházet na Indestructible, ovšem nakonec byla použita v Covered, A Revolution in Sound.

### Asyluma oznámení pauzy (2010–2011)
V dřívějším rozhovoru David Draiman oznámil, že páté studiové album bude stejně temné jako Indestructible, ne-li temnější. 23. března se do prodeje dostala kompletně předělaná verze debutového alba The Sickness, obsahující i bonusové songy jako „God of the Mind" a „A Welcome Burden".
8. února 2010 skupina oznámila, že se odebrala k nahrávání nového studiového alba do Chicaga. Kytarista Dan Donegan informoval o napsání 15 až 18 písní pro CD. Později se objevil oficiální název nové desky, znějící Asylum. 20. dubna 2010, zhruba dva měsíce po odstartování nahrávacího procesu, Disturbed zveřejnili zprávu o dokončení nahrávky. Stejně jako tomu bylo u Indestructible, Asylum si bude kapela rovněž produkovat sama.
Nové studiové album se dostalo do prodeje 31. srpna a bude obsahovalo připravované DVD Decade of Disturbed. 15. června se v rádiích objevil první singl z Asylum, „Another Way to Die".
Asylum se ihned po svém vydání probojovalo na první místo hitparády Billboard 200 a je to tedy již čtvrtá nahrávka od Disturbed, která slaví tento úspěch.
V červenci 2011 kapela oznámila, že si dává pauzu, jakmile dokončí turné po USA. V interview, které David Draiman poskytl ještě tentýž měsíc, odmítl veškeré spekulace o tom, že by následující pauza byla zapříčiněna spory mezi členy. Pauza kapele začala v říjnu 2011.

### Návrat po čtyřech letech aImmortalized(2015–2017)
Dne 20. června 2015 byl na facebookové a webové stránce kapely zveřejněn obsah, který naznačoval jejich možný návrat. Stránky zobrazovaly nové logo Disturbed a krátké video s jejich maskotem, připojeným na podpoře života. 22. června 2015 bylo zveřejněno další video, na kterém se maskot The Guy pomalu probouzí, společně s 18hodinovým odpočtem, který jen utvrzoval fanoušky v tom, že se skupina vrací.
23. června 2015 skupina oficiálně oznámila konec pauzy a zároveň oznámila, že rok tajně pracovala na jejich šestém studiovém albu, pojmenovaném Immortalized, které vyšlo 21. srpna 2015. Kapela uveřejnila celkem 4 videa k songům The Vengeful One, Fire It Up, Immortalized a What Are You Waiting for na jejich YouTube kanálu.

### Evolution(2018–současnost)
31. ledna 2018 kapela na své facebookové stránce zveřejnila fotografii z nahrávacího studia a zprávu "Getting started… #disturbedones". Od února do května 2018 pak postupně vydávala krátká videa, která zachycovala nahrávání nových skladeb ve studiu.
31. července 2018 kapela oznámila, že dokončila práci na novém albu, a vyzvala fanoušky, aby na jejich webové stránce hlasovali o tom, jaký singl z nového alba má být zveřejněn jako první. 16. srpna 2018 byl odhalen název nového alba – Evolution. Ve stejný den byl také zveřejněn první singl Are You Ready. Datum vydání alba bylo stanoveno na 19. října 2018. 14. července vydali nový singl "Hey You" a oznámili nové album. To se bude jmenovat Divisive a vyjde 18. listopadu 2022.  Skupina ještě 29. září vydala druhý singl "Unstoppable". 

## Maskot
Oficiální maskot Disturbed (pojmenovaný The Guy) byl dříve pouze jen velký úškleb na obalu desky The Sickness. The Guy se ale postupem času stal upřednostňovaným maskotem a byl plně vykreslen animátorem komiksu Spawn, Toddem McFarlanem, ve videu k písni „Land of Confusion". The Guy je také k vidění na obalech posledních tří alb od Disturbed (Ten Thousand Fists, Indestructible a Asylum).

## Členové kapely
Současní
- David Draiman – Zpěv, vokály v pozadí (1996–současnost)
- Dan Donegan – Elektrická kytara, electronica (1996–současnost)
- John Moyer – Basa, vokály v pozadí (2004–současnost)
- Mike Wengren – Bicí (1996–současnost)

Bývalí
- Steve „Fuzz" Kmak – basa (1996–2003)

## Diskografie

### Studiová alba
| Rok  | Název              | Vydavatel     |
| ---- | ------------------ | ------------- |
| 2000 | The Sickness       | Giant/Reprise |
| 2002 | Believe            | Reprise       |
| 2005 | Ten Thousand Fists | Reprise       |
| 2008 | Indestructible     | Reprise       |
| 2010 | Asylum             | Reprise       |
| 2011 | The Lost Children  |               |
| 2015 | Immortalized       |               |
| 2018 | Evolution          |               |
| 2022 | Divisive           |               |

### Živá alba
| Rok  | Album                                                                                          |
| ---- | ---------------------------------------------------------------------------------------------- |
| 2004 | Music as a Weapon II - Vydáno: 24. února, 2004 - Vydavatel: Reprise (#48620) - Formát: CD, DVD |

### EP
| Rok  | EP                                                                                           |
| ---- | -------------------------------------------------------------------------------------------- |
| 2008 | Live & Indestructible - Vydáno: 30. září, 2008 - Vydavatel: Reprise - Formát: Music download |

### Video alba
| Rok  | Video                                                                                      | Certifikace    |
| ---- | ------------------------------------------------------------------------------------------ | -------------- |
| 2002 | M.O.L. - Vydáno: 4. června, 2002 - Vydavatel: Warner Bros.(#38548) - Formát: DVD, VHS      | AUS: Platinová |
| 2008 | Indestructible in Germany - Vydáno: 27. listopadu, 2008 - Vydavatel: Reprise - Formát: DVD |                |
| 2010 | D.O.D. - Vydání: 2010 - Vydavatel: Reprise - Formát: DVD                                   |                |

## Singly
| 2000                                              | „Stupify"                | 112 | 12 | 10 | —  | —  | —  | —  | —  |               | The Sickness       |
| 2001                                              | „Down with the Sickness" | 104 | 5  | 8  | —  | —  | —  | —  | —  | US: Platinová | The Sickness       |
| 2001                                              | „Voices"                 | —   | 16 | 18 | —  | —  | —  | —  | 52 |               | The Sickness       |
| 2001                                              | „The Game"               | —   | 34 | —  | —  | —  | —  | —  | —  |               | The Sickness       |
| 2002                                              | „Prayer"                 | 58  | 3  | 3  | —  | 14 | —  | —  | 31 |               | Believe            |
| 2002                                              | „Remember"               | 110 | 6  | 22 | —  | —  | —  | —  | 56 |               | Believe            |
| 2003                                              | „Liberate"               | 121 | 4  | 22 | —  | —  | —  | —  | —  |               | Believe            |
| 2005                                              | „Guarded"                | 117 | 7  | 28 | —  | —  | —  | —  | —  |               | Ten Thousand Fists |
| 2005                                              | „Stricken"               | 95  | 2  | 13 | —  | —  | —  | —  | 88 | US: Zlatá     | Ten Thousand Fists |
| 2006                                              | „Land of Confusion"      | 100 | 1  | 18 | —  | —  | —  | —  | 79 |               | Ten Thousand Fists |
| 2006                                              | „Just Stop"              | —   | 4  | 24 | —  | —  | —  | —  | —  |               | Ten Thousand Fists |
| 2006                                              | „Ten Thousand Fists"     | —   | 7  | 37 | —  | —  | —  | —  | —  |               | Ten Thousand Fists |
| 2008                                              | „Inside the Fire"        | 73  | 1  | 4  | 43 | 60 | 19 | 18 | —  | US: Zlatá     | Indestructible     |
| 2008                                              | „Perfect Insanity"       | —   | —  | —  | —  | —  | —  | —  | —  |               | Indestructible     |
| 2008                                              | „Indestructible"         | 72  | 2  | 10 | —  | 57 | —  | —  | —  |               | Indestructible     |
| 2009                                              | „The Night"              | —   | 2  | 18 | —  | —  | —  | —  | —  |               | Indestructible     |
| 2010                                              | „Another Way to Die"     | 81  | 1  | 15 | —  | 62 | —  | —  | —  |               | Asylum             |
| „—" značí neumisťující se písně v dané hitparádě. |                          |     |    |    |    |    |    |    |    |               |                    |